# Памятник А. И. Герцену и Н. П. Огарёву на месте их клятвы
Памятник А. И. Герцену и Н. П. Огарёву на месте их клятвы — мемориал памяти А. И. Герцена и Н. П. Огарёва. Находится на Воробьёвых горах, на месте, где юные Герцен и Огарёв дали клятву посвятить свою жизнь борьбе за свободу. Представляет собой гранитный обелиск, окружённый стеной, в которую вмонтирован свиток с портретным изображением Герцена и Огарёва.

## Клятва на Воробьёвых горах
Памятник установлен на месте клятвы, которую в юности дали друг другу Александр Герцен и Николай Огарёв. Близкая дружба связывала подростков с 1826 года, а день клятвы на Воробьёвых горах стал особо памятным для них обоих. В своей автобиографической хронике «Былое и думы» (1852—1868) Герцен так вспоминал о нём:

Мы … взбежали на место закладки Витбергова храма на Воробьевых горах. <…> Садилось солнце, купола блестели, город стлался на необозримое пространство под горой, свежий ветерок подувал на нас, постояли мы, постояли, оперлись друг на друга и, вдруг обнявшись, присягнули, в виду всей Москвы, пожертвовать нашей жизнью на избранную нами борьбу.

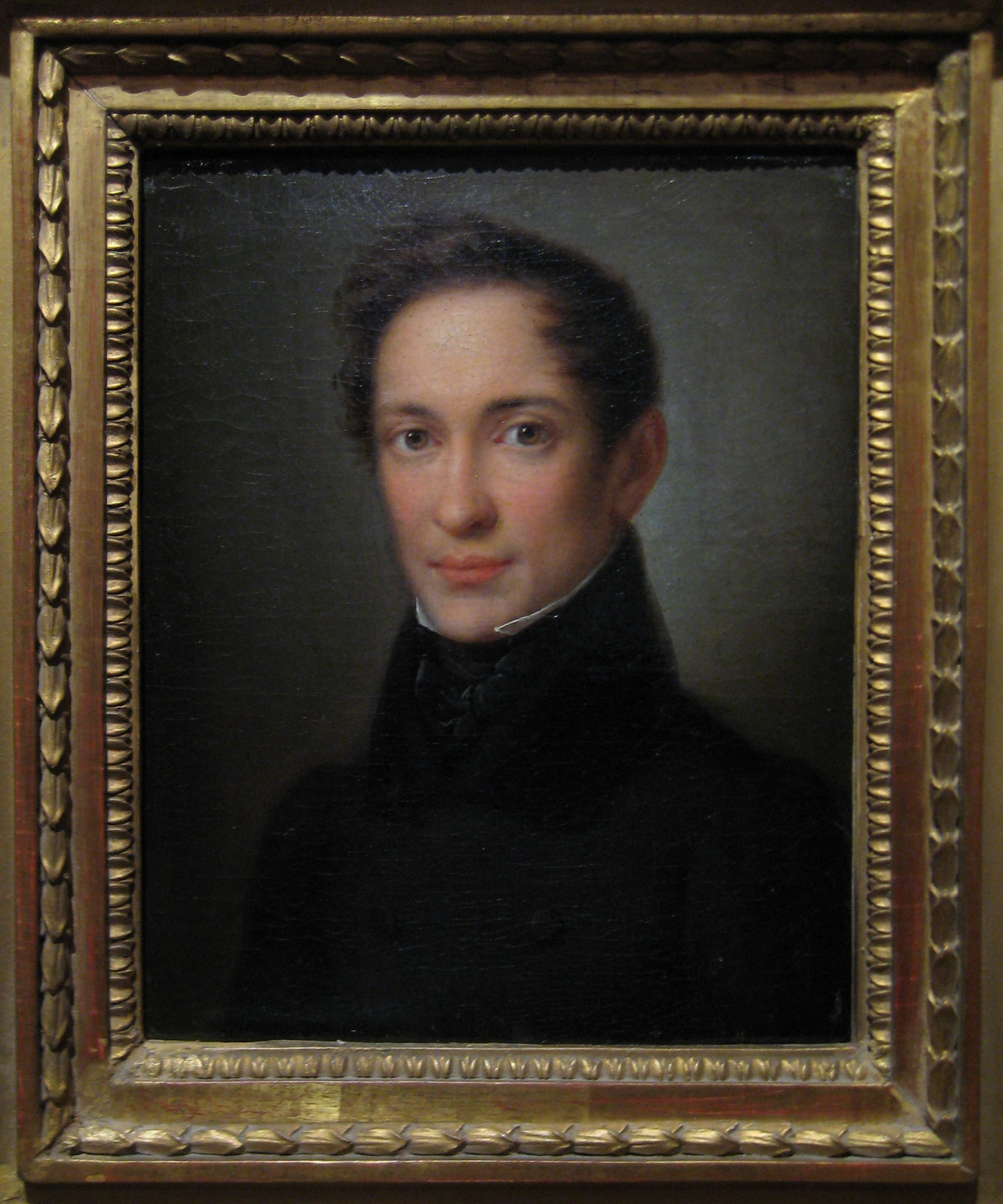
Портрет А. Герцена работы А. Збруева. 1830-е гг.

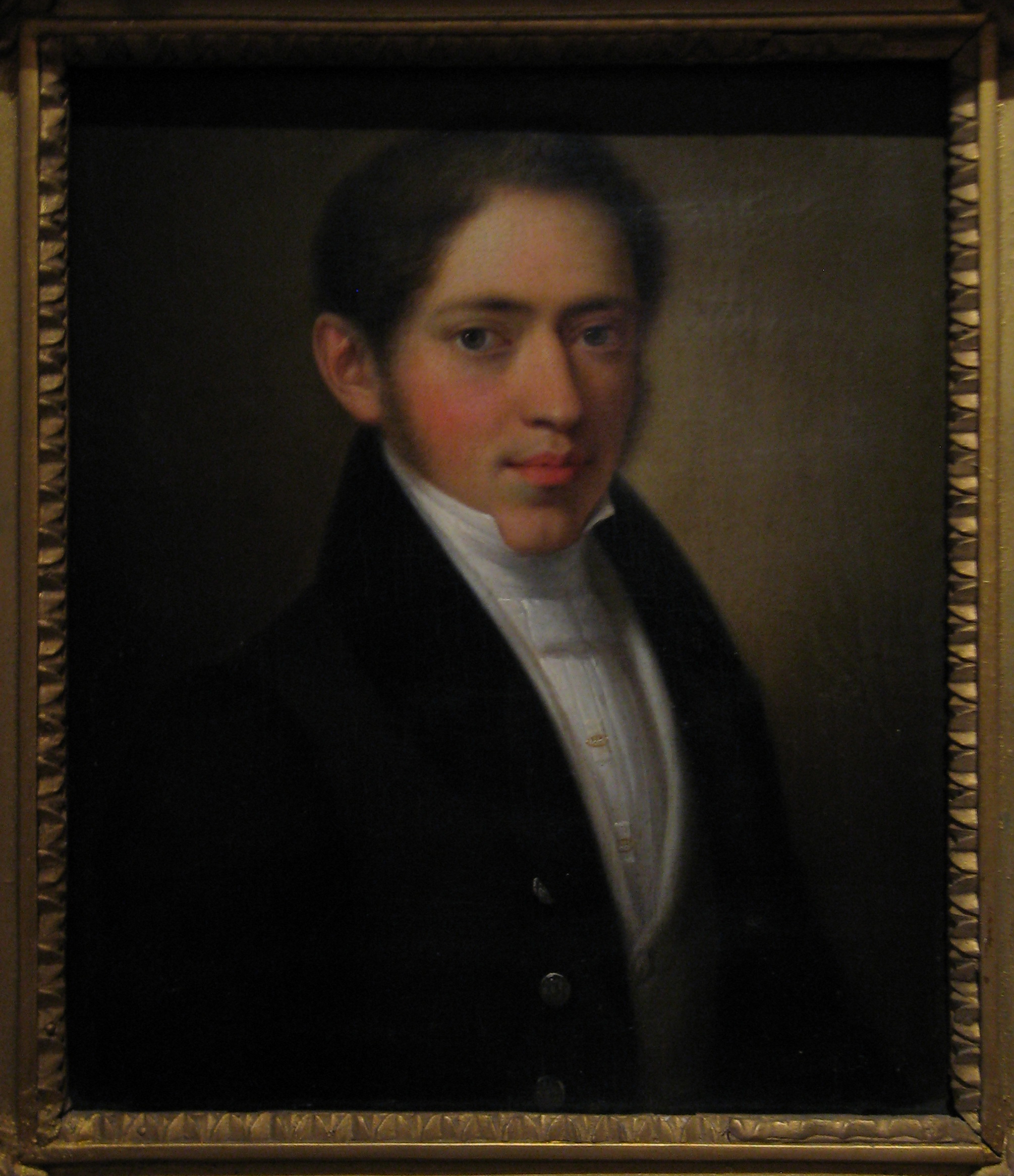
Портрет Н. Огарева кисти анонимного художника. 1830-е гг.

Н. Огарёв, в свою очередь, упоминает этот день и связанные с ним надежды в «Моей исповеди» (1862) и в стихотворении «Первая дружба» («Я помню отрока с кудрявой головой…», 1859); подробнее он писал о нём в более раннем прозаическом фрагменте «Три мгновения» (1839):

На высоком берегу стояли два юноши. Оба, на заре жизни, смотрели на умирающий день и верили его будущему восходу. Оба, пророки будущего, смотрели, как гаснет свет проходящего дня, и верили, что земля не надолго останется во мраке. И сознание грядущего электрической искрой пробежало по душам их, сердца их забились с одинакою силой. И они бросились в объятия друг другу и сказали: «Вместе идем! Вместе идем!»

Точная дата клятвы неизвестна; в одном из личных писем Герцен прямо называл 1826 год, однако по совокупности косвенных указаний более вероятным следует считать 1827-й. Герцену в это время шёл шестнадцатый год, Огарёву немного не хватало до четырнадцати. В «Былом и думах» Герцен писал также, что со дня клятвы Воробьёвы горы стали для них обоих «местом богомолья»; они раз или два в год ходили туда, всегда одни.

## Местонахождение и история памятника
Памятник А. И. Герцену и Н. П. Огарёву расположен в лесопарке на склоне Воробьёвых гор, недалеко от смотровой площадки и станции метро «Воробьёвы горы». Ниже памятника имеется родник, признанный памятником природы.
В своей хронике Герцен упоминает «место закладки Витбергова храма»; имеется в виду неосуществлённый проект А. Л. Витберга по возведению храма Христа Спасителя, который должен был стать памятником победы в Отечественной войне 1812 года. Торжественная закладка состоялась в 1817 году, однако уже в 1826—1827 годах строительство было прекращено. Закладной крест на месте несостоявшегося храма простоял ещё столетие и впоследствии помог установить точное место клятвы Герцена и Огарёва: осенью 1962 года студентам МГУ А. Никитину и В. Горнову удалось обнаружить на склоне холма остатки постамента с квадратным углублением посредине — следом от креста. Ранее в том же году, когда отмечался 150-летний юбилей со дня рождения Герцена, А. Никитин опубликовал в газете «Литература и жизнь» письмо, в котором предлагал перенести прах Герцена и Огарёва на родину и захоронить на Воробьёвых горах, которые были столь дороги им обоим. Студенческая инициатива была поддержана юбилейной герценовской комиссией; при содействии Союза писателей СССР и Министерства иностранных дел в 1966 году состоялось возвращение на родину праха Николая Огарёва, однако захоронен он был не на Воробьёвых горах, а на Новодевичьем кладбище. Разрешение французских родственников Герцена на перенос праха в Москву получить не удалось.
Тем не менее в 1972 году Моссовет принял решение увековечить место клятвы Герцена и Огарёва на Воробьёвых горах. В память о 150-й годовщине события было решено воздвигнуть на этом месте памятный знак. Его авторами стали скульптор М. А. Шмаков и архитекторы Р. Г. Кананин и Ю. В. Ильин-Адаев. Гранитные работы выполнила бригада из СУ-37 треста строительства набережных и мостов. Бронзовый барельеф был изготовлен на Мытищинском заводе художественного литья имени Е. Белашовой. Открытие состоялось 11 декабря 1978 года.
В 2000-х годах мемориал был обезображен вандалами, разрисовавшими его краской. Инициатором очистки памятника от граффити стал английский драматург Том Стоппард, автор трилогии «Берег Утопии», персонажами которой являются Герцен, Огарев, Бакунин, Белинский, Тургенев и другие российские деятели XIX века. Приехав в 2006 году в Россию, Стоппард первым делом захотел увидеть памятник на месте знаменитой клятвы и был чрезвычайно разочарован его состоянием. Организовав субботник, Стоппард лично принял в нём участие, вместе со студентами МГУ и актёрами Российского академического молодёжного театра, задействованными в спектакле «Берег Утопии», однако очистку памятника от краски выполняли профессиональные реставраторы.
Реставрация памятника (стелы и барельефов) проводилась также в 2014 году.

## Описание

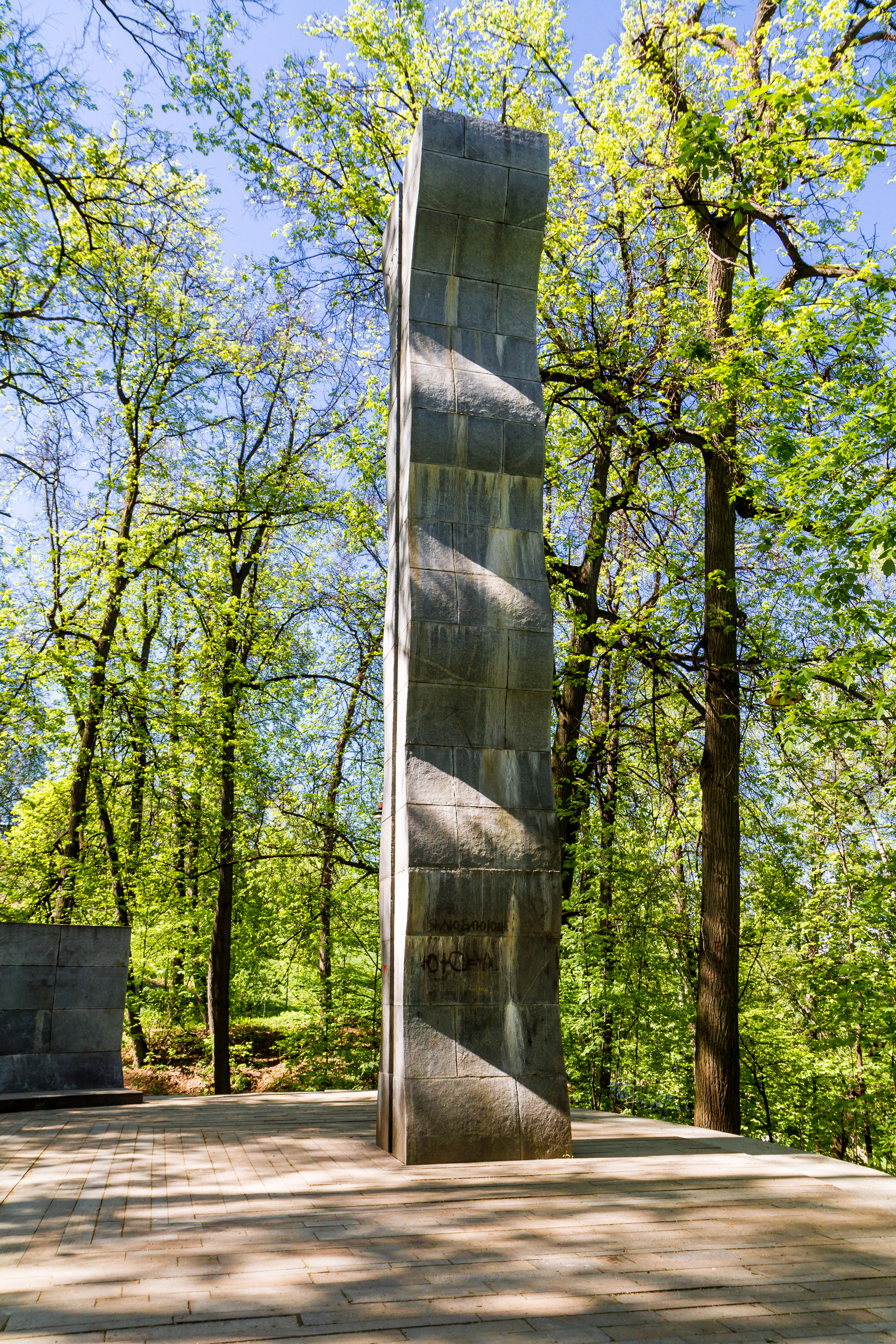
Гранитный пилон

Мемориальный комплекс представляет собой небольшую овальную площадку, как бы врезанную в склон холма, в центре которой установлен двойной пилон, сложенный из фигурных гранитных блоков и имеющий волнообразные очертания. По замыслу авторов, он символизирует дружбу двух молодых людей и их верность клятве, пронесённой через всю жизнь. Изначально пилон был увенчан двумя светильниками, которые в свою очередь символически представляли альманах «Полярная звезда» и газету «Колокол», однако впоследствии светильники исчезли.
За пилоном находится полукруглая подпорная стенка на ступенчатом подножии, облицованная серым гранитом, в которую вмонтирован бронзовый свиток с оплечными барельефными портретами юных Герцена и Огарёва. Слева от барельефа на камне высечена надпись: «Здесь в 1827 г. юноши А. Герцен и Н. Огарев, ставшие великими революционерами-демократами, дали клятву не щадя жизни бороться с самодержавием».